# 10438 Ludolph
A 10438 Ludolph (ideiglenes jelöléssel 6615 P-L) a Naprendszer kisbolygóövében található aszteroida. Cornelis Johannes van Houten,  Ingrid van Houten-Groeneveld és Tom Gehrels fedezte fel 1960. szeptember 24-én.